# باگین بشکرد
باگین بَشکرد (= بشاگردِ آباد) منظومه شعری است به زبان بلوچی که ابراهیمِ حسن، مشهور به ابراهیم راسْکی آن را در پایان سده سیزدهم هجری سروده است. این شعر ۱۳۱ بند (مصراع) دارد و سبک آن حماسی با درونمایه‌ای عاشقانه است. ملاابراهیم آن را در بحر «رمل موسع مسدس: فاعلییاتن،فاعلییاتن» سروده که در کنار آن، از بحر خفیف هم استفاده شده است. 
منظومه داستانِ سَیدخان (گاهی سعیدخان) از خان‌های پرقدرت ایل نارویی مکران و فاطمه یا فاطمه‌نسا از نجیب‌زادگان منطقهٔ بشاگرد را روایت می‌کند. مطابق روایت‌های شفاهی، فاطمه که پس از ازدواج با سَیدخان از او دور مانده است از ابراهیم راسکی می‌خواهد که طلسمی بنویسد تا همسرش به او بازگردد. ابراهیم با سرودن شعرِ باگین بَشکرد و رساندن آن به گوش سیدخان، او را تشویق می‌کند تا به پیش فاطمه‌نسا باز گردد. خان از شنیدن این شعر منقلب می‌شود و بی‌درنگ به سوی همسرش می‌تازد. از این رو، این منظومه با «بوی جوی مولیانِ» رودکی همسانی دارد. پس از این ابراهیم شعری می‌سراید که به «دادِ شعر» (= شعرِ بخشش) مشهور است و از خان درخواست هدیه‌هایی می‌کند
این شعر دستمایه خنیاگران فراوانی بوده است. به‌ویژه اجرای ملاموسی، فرزند ملاابراهیم، مشهور است که شعر را مستقیم از پدر شنیده و صورت اصیل این شعر را ماندگار کرده است.

## نمونه بند
منظومه با این ۴ بند آغاز می‌شود:
| جی سمیـــن سرکــــن کوکِري شَنزان       |
| لال و یاکــوت و لولــوان دْرنـــــزان  |
| تیهر و ماتکـــوهـی شمــــی کنــزان    |
| باگیــــن بشکـــردءَ ایـر بدَي دنـــزان |

معنی شعر:
| هان ای باد نسیم، ابرها را برسان تا ببارند و           |
| قطره‌های خود را مانند لعل و یاقوت و مروارید نثار کنند. |
| از میان کوه‌های بلند و سرکشیده بگذر و                  |
| خود را به بشاگرد آباد و سرسبز برسان.                  |